# Une Couronne d'épées
Une Couronne d'épées (titre original : A Crown of Swords) est le septième volume de la série La Roue du temps de Robert Jordan.
La version originale américaine a été publiée le 15 mai 1996 par Tor Books aux États-Unis puis en juillet 1996 par Orbit au Royaume-Uni. Le livre comprend un prologue et 41 chapitres.
Dans la première traduction française, le livre a été séparé en deux tomes :
1. Une Couronne d'épées ;
2. Les Lances de feu.

Les deux tomes sont sortis en 2007 aux éditions Rivages dans la collection Fantasy puis repris en poche en 2009 par les éditions Pocket dans la collection Science-fiction.
En 2015, les éditions Bragelonne rééditent le livre en français en un seul tome titré Une Couronne d'épées, avec une nouvelle traduction de Jean-Claude Mallé.
En 2020, les éditions Bragelonne rééditent le livre en français en un deux tomes de poche titrés Une Couronne d'épées - Première partie et Une Couronne d'épées - Deuxième partie.

## Résumé

### Egwene al'Vere
« La Tour Blanche sera de nouveau unie et entière, à l'exception de quelques réprouvées jetées dans les oubliettes de l'histoire. Unie et plus forte que jamais. Rand al'Thor affrontera la Chaire d'Amyrlin et il sentira le poids de sa colère. La Tour Noire sera rasée dans le feu et le sang, et des sœurs arpenteront ses ruines fumantes. Voilà ce que je prédis. », annonce Elaida.
La Tour Blanche est plus que jamais décidée à tenir en laisse le Dragon Réincarné. Mais sa précédente tentative a été un désastre, et elle ignore que des membres de l'Ajah Noir, et même des Rejetés, sont toujours parmi elles et continuent de tirer les ficelles dans l'ombre.
Pendant ce temps, Egwene, avec l'aide de Siuan, tente d'assumer son rôle de Chaire d'Amyrlin, parmi les Aes Sedai du groupe de Salidar. Prise entre 2 factions, celle de Lelaine et Rominda, elle tente de vivre avec des tentatives de changes, et des maux de tête chroniques de plus en plus persistants.
Elle enquête sur Myrelle Berengari, et découvre qu'elle possède le lien de champion de Lan, que Moiraine avait transmis avant sa mort. Elle se sert de ce savoir pour forcer Myrelle et Nisao de lui jurer fidélité.

### À Ebou Dar
Alors que Mat essaie tant bien que mal de veiller sur Elayne, Nynaeve, Aviendha et Birgitte qui sont toujours à la recherche de la Coupe des Vents dans Ebou Dar. Les femmes sont bien décidées à l'éloigner d'elles suffisamment pour se déplacer comme bon leur semble. Cette coupe permettrait de stopper la vague de chaleur envoyée par le Ténébreux qui perdure en plein hiver et de restaurer enfin le climat perturbé sur toute la surface du globe. Elles cherchent pour cela l'aide des femmes du Peuple de la Mer, capables de canaliser et détentrices de bien des connaissances.

### Rand al'Thor
À peine libéré du piège que lui avaient tendu les Aes Sedai de Tar Valon, fidèle à Elaida, il prend la situation d'une main plus ferme que jamais. Désormais, il décide de ne plus jamais faire confiance aux Aes Sedai, quelles que soient les circonstances. Toutefois, l'Andor est loin de l'avoir accepté comme régent, les Aiels Shaidos sont toujours actifs, et la dame Colavaere continue son influence néfaste à Cairhien, lassée de ce Dragon Réincarné qu'elle ne peut manipuler. Lorsque Rand était emprisonné, elle s'est proclamée reine du Cairhien, alors que Rand avait destiné ce trône à Elayne. Il la dépouille alors de tous ses titres, une condamnation bien pire que la mort pour cette femme de la noblesse. Elle décide alors de se donner la mort plutôt que de subir cette sanction.
Rand cherche alors à mettre de l'ordre à sa manière, en faisant des mécontents. Si les Aes Sedai envoyées par Salidar ont prêté serment de lui obéir, elles continuent de vouloir l'influencer, et l'une d'entre elles, Cadsuane Sedai, légendaire après trois siècles passés au service de la Tour fait soudain son apparition, bien décidé à résoudre ce qui s'annonce comme le plus gros problème à résoudre de sa vie.
Une journée où il ressent fortement sa puissance de Ta'averen, il décide de partir en promenade avec Min, et tombe au hasard avec le groupe de Rebelle du Cairhien, où il retrouve Darlin Sisnera, Haut-Seigneur de Tear, et Caraline Damodred. Pendant qu'il est dans leur camp, il se bat à l'épée contre un autre maître de la Lame, Toram Riatin, avant que Padan Fain ne l'attaque, et ne le blesse avec la dague de Shadar Logoth.
Une fois guéri par des Asha'man et des Aes Sedai, il décide de partir en Illian pour combattre Sammael. Son combat à travers beaucoup de portails les mène à Shadar Logoth où Sammael est battu. Lorsqu'il revient en Illian, il devient le roi du pays, et renomme la couronne, la Couronne d'épée.

## Éditions

### Versions originales
- Tor Books, États-Unis, couverture rigide, 720 pages, publiée le 15 mai 1996  (ISBN 0-312-85767-5)
- Orbit, Royaume-Uni, 1996
- Tor Books, États-Unis, couverture souple, 880 pages, publiée en 1997  (ISBN 0-8125-5028-5)

### Traductions françaises
- Une Couronne d'Épées, Fleuve noir, France, mars 2007
- Les Lances de feu, Fleuve noir, France, 2007
- Une Couronne d'épées, Bragelonne, France, 2015